# 山內瑞葵
山內瑞葵（日语：／ Yamauchi Mizuki，2001年9月20日—）是日本偶像藝人，為女子偶像團體AKB48成員，東京都出身，所屬經紀公司為DH。

## 演藝經歷
2009年
- 7月，成為劇團四季 Junior Class第一期生。

2016年
- 10月16日，AKB48第16期生最終審査合格[2]。
- 12月8日，於AKB48劇場「AKB48 11周年纪念公演」中出道[2]。

2017年
- 7月28日，出演由村山彩希擔任製作人的「Let's Go 研究生!」初日公演[3]。
- 8月16日，出演由青木宏行擔任製作人的「世界充滿著夢想」初日公演[4]。
- 12月8日，AKB48劇場「AKB48 12周年記念公演」中發表了組閣，並升格至村山Team 4[5]。

2018年
- 3月19日，成為AKB48第52張單曲《Teacher Teacher》選拔成員之一，初次進入單曲選拔組[6]。
- 5月至6月举行的“AKB48第53張單曲世界選拔總選舉”中排名第92、被选为「第10届世界选拔总选举纪念名额」成员[7]。

2020年
- 1月20日，於「AKB48 Group Request Hour Best 50 2020」第二日公演中，獲宣布成為AKB48第57張單曲《感謝失戀》的Center（中心成員），首次在AKB48單曲擔任Center[8][9]。
- 1月26日，於東京巨蛋城表演廳舉辦首場個人演唱會《“MY” Revolution～》[10][11]。
- 11月29日，NMB48的白間美瑠被证实感染了新型冠状病毒，12月2日，AKB48宣布包括曾与白间共事的山内在内的11名成员也被确定为密切接触者，将被安排在家休假[12]。12月12日、活動再開[13]。

2023年
- 9月20日，移籍至經紀公司[14]。

## 人物
- AKB48加入前為「劇團四季 Junior Class」第一期生。
- 憧憬的前輩是宮脇咲良[15]。
- 由於充滿魅力的舞台表演能力，而與小栗有以一同被視為AKB48次世代ace（王牌）的有力人選。

## 音樂作品

### AKB48單曲
|      | 發售日期       | 單曲名稱             | 參與歌曲名稱         | 名義                         | 收錄於   | MV | 備註                     |
| ---- | -------------- | -------------------- | -------------------- | ---------------------------- | -------- | -- | ------------------------ |
| 48th | 2017年05月31日 | 空有願望             | 明滅女人香           |                              | Type-B   | ★  |                          |
| 49th | 2017年08月30日 | ＃就是喜歡你         | 該去抱住他嗎？       | AKB48 16期研究生             | 劇場盤   |    | Center                   |
| 50th | 2017年11月22日 | 11月的腳鏈           | 法定速度與優越感     | U-17選拔                     | Type-E   | ★  |                          |
| 51st | 2018年03月14日 | Ja-Ba-Ja             | Position             | AKB新生代選拔                | Type-D&E | ★  |                          |
| 52nd | 2018年05月30日 | Teacher Teacher      | Teacher Teacher      |                              | 全版本   | ★  | A面曲 首次進入選拔組     |
| 52nd | 2018年05月30日 | Teacher Teacher      | 貓過敏               | Team 4                       | Type-D   | ★  | Center                   |
| 53rd | 2018年09月19日 | 感傷列車             | 浪花的訊息           | 第10屆世界選拔總選舉紀念小組 | Type-D   | ★  |                          |
| 53rd | 2018年09月19日 | 感傷列車             | 百合會盛開嗎？       |                              | 劇場盤   |    |                          |
| 54th | 2018年11月28日 | NO WAY MAN           | NO WAY MAN           |                              | 全版本   | ★  | A面曲                    |
| 54th | 2018年11月28日 | NO WAY MAN           | 通往夢的程序         | AiKaBu選拔                   | Type-E   | ★  |                          |
| 55th | 2019年03月13日 | 回憶上心頭DAYS       | 回憶上心頭DAYS       |                              | 全版本   | ★  | A面曲                    |
| 55th | 2019年03月13日 | 回憶上心頭DAYS       | 初戀之門             | 坂道AKB                      | Type-B   | ★  |                          |
| 56th | 2019年09月18日 | 持續愛你             | Monica，天亮了       | 48Group NEXT12               | Type-C   | ★  | Center                   |
| 57th | 2020年03月18日 | 感謝失戀             | 感謝失戀             |                              | 全版本   | ★  | A面曲 首次擔任單曲Center |
| 57th | 2020年03月18日 | 感謝失戀             | 愛過的人             |                              | 劇場盤   |    |                          |
| 58th | 2021年09月29日 | 一切都成Rumor        | 一切都成Rumor        |                              | 全版本   | ★  | A面曲                    |
| 59th | 2022年05月18日 | 是前男友             | 是前男友             |                              | 全版本   | ★  | A面曲                    |
| 59th | 2022年05月18日 | 是前男友             | Loss of time         | Team K                       | Type-B   | ★  |                          |
| 60th | 2022年10月19日 | 久違的Lip Gloss      | 久違的Lip Gloss      |                              | 全版本   | ★  | A面曲                    |
| 60th | 2022年10月19日 | 久違的Lip Gloss      | 任性元宇宙           | AKB48 SURREAL                | Type-B   |    |                          |
| 61st | 2023年04月26日 | 無論如何都喜歡你     | 無論如何都喜歡你     |                              | 全版本   | ★  | A面曲                    |
| 61st | 2023年04月26日 | 無論如何都喜歡你     | Wonderland           | AKB48 SURREAL                | Type-B   | ★  |                          |
| 62nd | 2023年09月27日 | 如果不是偶像的話     | 如果不是偶像的話     |                              | 全版本   | ★  | A面曲                    |
| 62nd | 2023年09月27日 | 如果不是偶像的話     | 全面叛逆期           | Girls' Drive                 | Type-B   |    |                          |
| 63rd | 2024年03月13日 | 美瞳Wink             | 美瞳Wink             |                              | 全版本   | ★  | A面曲                    |
| 64th | 2024年7月17日  | 戀愛卡住了           | 戀愛卡住了           |                              | 全版本   | ★  | A面曲                    |
| 64th | 2024年7月17日  | 戀愛卡住了           | 靈感閃現             | 星靈感應選拔                 | Type-A   | ★  |                          |
| 65th | 2025年4月2日   | 意想不到的Confession | 意想不到的Confession |                              | 全版本   | ★  | A面曲                    |
| 65th | 2025年4月2日   | 意想不到的Confession | 櫻花花瓣2025         |                              | 全版本   |    |                          |
| 66th | 2025年8月13日  | Oh my pumpkin!       | Oh my pumpkin!       |                              | 全版本   | ★  | A面曲                    |

### 劇場公演分組曲
| 公演名稱                    | 參與歌曲名稱       | 備註   |
| --------------------------- | ------------------ | ------ |
| 研究生時期                  |                    |        |
| 16期研究生公演              | 和你在一起的平安夜 |        |
| 村山彩希「Let's go 研究生」 | 右腳的證明         | [ 3 ]  |
| 青木宏行「世界充滿著夢想」  | 帶我去溫布爾頓     |        |
| Team K「最終鐘聲鳴響」      | 初恋小偷           |        |
| 村山Team 4時期              |                    |        |
| Team 4 「手牵手」           | Glory days         | [ 16 ] |
| 「我的夏天开始了」公演      | 直到刚才还是冰茶   |        |

## 演出

### 演唱会
- AKB48山内瑞葵个人演唱会〜“MY” Revolution（東京巨蛋城表演廳，2020年1月26日）[10]

### 電視劇
- 馬路無理學園（2018年7月25日－9月26日、日本電視台）－ 飾演 Ayame（アヤメ） / 野村 彩夢[17]

### 舞台劇
- 音乐剧（2012年1月14日 - 15日、世田谷公众剧场（日语：世田谷パブリックシアター）） - 飾演多萝西[18]
- 音乐剧「 2014」（2014年8月1日 - 9月6日） - 飾演[19][20]
- 音乐剧
  - 2015年公演（2015年8月13日 - 9月5日） - 飾演[21]
  - 2016年公演（2016年8月20日 - 9月5日） - 飾演[22][23]
- 音乐剧「LADYBIRD,LADYBIRD」（2016年5月6日 - 8日、Theater Green BIG TREE THEATER（日语：シアターグリーン）） - 飾演[24]
- 馬路無理學園（2018年10月19日－10月28日）－ 飾演 Ayame（アヤメ） / 野村 彩夢[25]

## 備註
1. ↑  由華語圈歌迷使用。
2. ↑  與淺井七海共同擔任Center。
3. ↑  與梅山戀和共同擔任Center。

## 外部鏈結
- AKB48官網個人介紹頁 （页面存档备份，存于）（日語）
- 山內瑞葵的X（前Twitter）（日語）
- 山內瑞葵的Instagram帳戶（日語）
- 山內瑞葵的SHOWROOM專頁